# Willem Frederik Reinier Suringar
Willem Frederik Reinier Suringar (Leeuwarden, 28 dicembre 1832 – Leida, 12 luglio 1898) è stato un botanico olandese.

## Biografia
Nel 1857 ottenne il dottorato di ricerca presso l'Università di Leida, dove in seguito servì come professore associato di botanica (1857-1862). Nel 1862 succedette a Willem Hendrik de Vriese come professore di botanica a Leida, posizione che mantenne fino alla sua morte nel 1898. Dal 1871 al 1898 fu direttore del Rijksherbarium, successore di Friedrich Anton Wilhelm Miquel.
Nel 1884-85 partecipò a una spedizione scientifica in Suriname, Guiana britannica, Trinidad e  Antille olandesi. Come tassonomista circoscritte numerose specie nel genere Melocactus. Nel 1886 Jean Baptiste Louis Pierre nominò il genere Suringaria (famiglia Myrtaceae) in suo onore.
Suo figlio, Jan Valckenier Suringar (1864-1932), era anche un botanico.

## Opere principali
- Observationes phycologicae in floram batavam, 1857.
- Algae japonicae Musei botanici lugduno-batavi, 1870.
- Musée botanique de Leide, 1871–1897 (3 volumi; con Melchior Treub e Jan Valckenier Suringar).
- Zakflora : handleiding tot het bepalen van de in Nederland wildgroeiende planten, in aansluiting met de werken der Nederlandsche Botanische Vereeniging, 1876.
- Vierde bijdrage tot de kennis der Melocacti, 1896.[3]